# Gregor Aas
Gregor Aas (* 29. Januar 1957 in Bamberg) ist ein deutscher Forstwissenschaftler. Er hat sich auf das Fachgebiet der Dendrologie spezialisiert und dazu zahlreiche Veröffentlichungen vorgelegt. Bis 2023 war er Direktor des Ökologisch-Botanischen Gartens der Universität Bayreuth. Sein Bruder ist der Ethnologe Norbert Aas.

## Leben
Gregor Aas wuchs in seiner Geburtsstadt Bamberg auf, wo er auch das Abitur ablegte. Von 1978 bis 1982 studierte er Forstwissenschaften an der Ludwig-Maximilians-Universität München und an der ETH Zürich. Zwischen 1984 und 1990 arbeitete er als Wissenschaftlicher Assistent am Lehrstuhl für Forstbotanik der Münchener Universität, an der er 1990 mit der Dissertationsschrift Untersuchungen zur Trennung und Kreuzbarkeit von Stiel- und Traubeneiche (Quercus robur L. und Q[uercus] petraea [Matt.] Liebl.) zum Dr. forest. promoviert wurde. Für seine Dissertationsschrift erhielt er 1990 den Thurn-und-Taxis-Förderpreis für die Forstwissenschaft.
Die folgenden sechs Jahre war Gregor Aas wissenschaftlicher Mitarbeiter an der Professur für Forstschutz und Dendrologie im Departement für Wald- und Holzforschung der ETH Zürich. An der ETH folgte 1996 mit der Forschungsschrift Morphologische und ökologische Variation mitteleuropäischer Quercus-Arten. Ein Beitrag zum Verständnis der Biodiversität seine Habilitation im Fachgebiet Dendrologie. Neben den Eichen-Arten hat sich Aas mit Weiden und Mehlbeeren sowie mit der Weißtanne intensiv befasst. Außerdem forscht er zu der Fragestellung, inwieweit nichtheimische Baumarten dazu beitragen können, einen klimaplastischen Wald zu formen, der mit den angenommenen Folgen der globalen Erwärmung in Deutschland besser zurechtkommt.

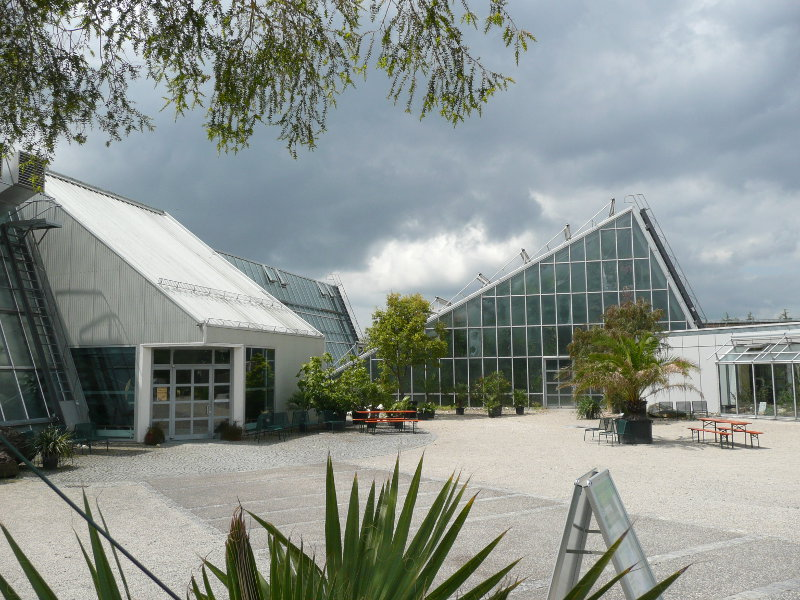
Seit 1996 ist Gregor Aas Direktor des Ökologisch-Botanischen Gartens der Universität Bayreuth

Zum Oktober 1996 wurde Aas als Direktor des Ökologisch-Botanischen Gartens der Universität Bayreuth bestellt. In dieser Funktion ist er auch Mitarbeiter des Bayreuther Zentrums für Ökologie und Umweltforschung (Bayreuth Center of Ecology and Environmental Research, kurz BayCEER). Zudem ist Aas seit 1998 Privatdozent für Botanik an der Universität Bayreuth und für Dendrologie an der ETH Zürich.
Einem breiteren Publikum ist Gregor Aas vor allem durch seine GU-Naturführer Bäume (1987) und Laubbäume (1992) bekannt geworden. Diese Bestimmungsbücher hatten mehrere Auflagen und wurden ins Dänische, Norwegische, Niederländische, Englische, Polnische, Spanische, Französische und Slowakische übersetzt. 
Daneben publiziert Aas regelmäßig in verschiedenen Fachzeitschriften der Gebiete Forstwirtschaft, Dendrologie, Botanik und Gartenbau. Zahlreiche Beiträge von ihm sind in der Reihe Berichte aus der Bayerischen Landesanstalt für Wald und Forstwirtschaft erschienen.
In seiner Freizeit war Gregor Aas aktiver Basketballer. So spielte er in den 1970er-Jahren beim FC Bamberg. In den 1980er-Jahren war er Trainer in der Basketball-Abteilung des FC Bayern München. Später übernahm er diese Funktion über viele Jahre bei BBC Bayreuth.
Seit 2014 gehört Gregor Aas als stellvertretendes Beiratsmitglied dem Naturschutzbeirat bei der Regierung von Oberfranken an. Seine Tätigkeit als Direktor des Ökologisch-Botanischen Gartens beendete er im Oktober 2023 nach 27 Jahren Dienstzeit.

## Schriften
- GU-Naturführer Bäume. Laub- und Nadelbäume Europas erkennen und bestimmen, unter Mitarbeit von Peter Schütt und mit Fotos von Andreas Riedmiller, Gräfe und Unzer, München 1987 (11. Auflage bei diesem Verlag 2002, ISBN 3-7742-4873-7)
- Untersuchungen zur Trennung und Kreuzbarkeit von Stiel- und Traubeneiche (Quercus robur L. und Q[uercus] petraea [Matt.] Liebl.), Dissertationsschrift,  Universität München 1989
- GU-Naturführer Laubbäume. Die wichtigsten Laubbäume Europas bestimmen, kennenlernen, schützen. Ratgeber: Baumschutz in Natur und Garten, mit Fotos von Andreas Riedmiller und Zeichnungen von György Jankovics, Gräfe und Unzer, München 1992 (ISBN 3-7742-1486-7)
- als Mitverfasser: Weißtannen-Herkünfte. Neue Resultate zur Provenienzforschung bei Abies alba Mill., Band 5 der Schriftenreihe Contributiones biologiae arborum, ecomed, Landsberg am Lech 1993 (ISBN 3-609-65820-7)
- Morphologische und ökologische Variation mitteleuropäischer Quercus-Arten. Ein Beitrag zum Verständnis der Biodiversität, Habilitationsschrift, ETH Zürich 1996 (im Druck als Band 19 der Reihe Libri botanici, IHW-Verlag, Eching bei München 1998, ISBN 3-930167-28-X)
- als Mitverfasser: Förderung der Eiche. Strategie zur Erhaltung eines Natur- und Kulturerbes der Schweiz, in der Schriftenreihe Umwelt, Nr. 383: Wald und Holz, Bundesamt für Umwelt, Wald und Landschaft (BUWAL), Bern 2005 (hier als PDF abrufbar)
- zusammen mit Ulrike Bertram und Marianne Lauerer: Entdecken – Erklären – Erhalten: Welt der Pflanzen im Ökologisch-Botanischen Garten . 2., erweiterte Auflage. Freundeskreis Ökologisch-Botanischer Garten, Bayreuth 2008

Gregor Aas begründete außerdem 1994 gemeinsam mit Peter Schütt, Hans Joachim Schuck und Ulla Lang die Enzyklopädie der Holzgewächse und gehört bis heute (Stand 2015) zum Herausgeber- und Autorenkreis dieser dendrologischen Spezialenzyklopädie. In diesem Zusammenhang gehörte er auch zu den Bearbeitern des Buches Lexikon der Forstbotanik. Morphologie, Pathologie, Ökologie und Systematik wichtiger Baum- und Straucharten (ecomed, Landsberg am Lech 1992, ISBN 3-609-65800-2). Außerdem ist er Mitverfasser der von Andreas Bärtels und Peter A. Schmidt herausgegebenen Enzyklopädie der Gartengehölze (2., aktualisierte und erweiterte Auflage, Ulmer, Stuttgart-Hohenheim 2013, ISBN 978-3-8001-7738-7).  